# Housni al-Barazi
Housni al-Barazi (arabisch حسني البرازي‎; * 1895 in Hama, Osmanisches Reich; † 1975 in der Türkei) war ein syrisch-nationalistischer Politiker, der als Ministerpräsident Syriens diente.
Housni al-Barazi wurde in der Stadt Hama in eine bekannte landbesitzende Familie kurdischer Herkunft geboren. Er erhielt seine Bildung in Konstantinopel und bekam einen Doktortitel von der Sorbonne.
Während der französischen Mandatsherrschaft war er ab 1928 Parlamentsabgeordneter in Syrien, und von 1934 bis 1936 Kultusminister. Von 1936 bis 1938 war er der letzte Gouverneur von Alexandrette, bevor es als Staat Hatay unabhängig wurde. Im April 1942 wurde er zum Ministerpräsidenten der Syrischen Republik ernannt, allerdings wurde er bereits im Januar 1943 durch die französischen Behörden des Amtes enthoben und flüchtete in den Libanon.